# Ріяд Нурі
Ріяд Нурі (араб. رياض نوري, нар. 1 липня 1951) — іракський футболіст, що грав на позиції півзахисника в клубі «Аш-Шорта», а також у складі збірної Іраку на Кубку Азії 1972 року та кваліфікаційному раунді чемпіонату світу з футболу 1974 року. Він грав у збірній Іраку з 1970 до 1977 року. 11 березня 1973 року Ріяд Нурі забив перший перший в історії гол іракської збірної у кваліфікаційному турнірі чемпіонату світу з футболу.